# Anarchie organisée

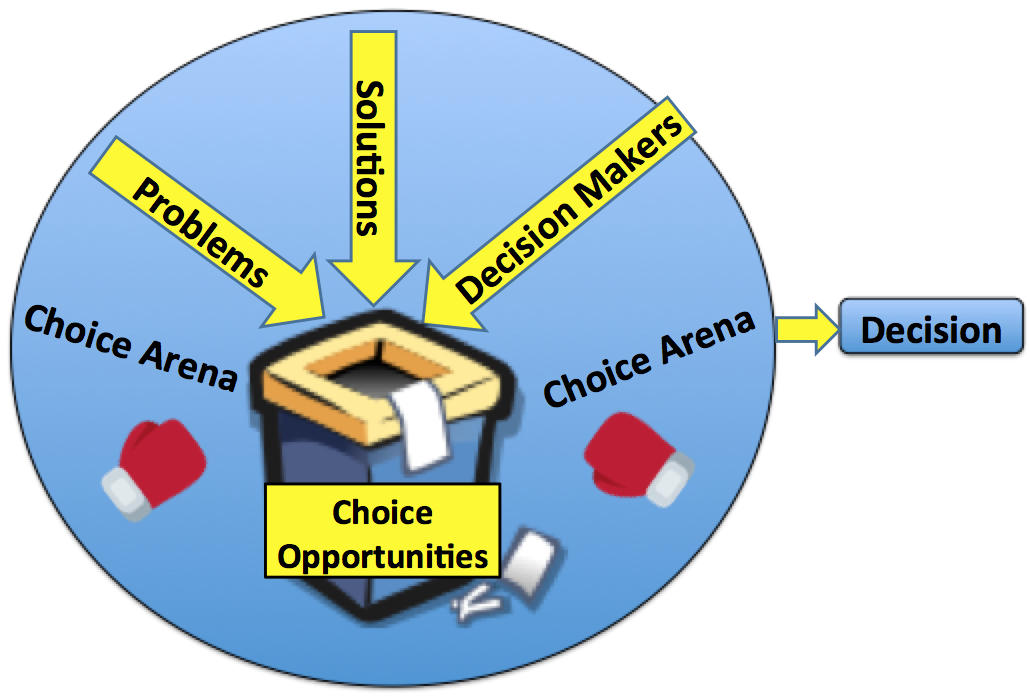
Modèle de la poubelle

Le terme d'anarchie organisée est utilisé en sociologie pour qualifier le fonctionnement de certaines organisations. 

## Définition
La notion d'anarchie organisée, ou "modèle de la poubelle", apparaît dans les années 1970 grâce au travail de deux chercheurs américains, Michael D. Cohen et James G. March, et d'un chercheur norvégien Johan P. Olsen. 
Ils s'appuient sur l'étude du fonctionnement d’universités américaines pour caractériser les anarchies organisées comme des organisations
- sans objectifs vraiment cohérents et partagés par tous ;
- où le processus de production ne relève pas d’une technologie complexe et est peu matériel (par exemple les processus d’apprentissage) ;
- où les membres participent de façon intermittente et plus ou moins active à la prise de décision, sans qu’il soit possible et réaliste d’assumer une supervision constante des tâches réalisées.

## Une prise de décision peu rationnelle
Dans le modèle de la poubelle, les décisions sont le produit d'une combinaison aléatoire entre problèmes, solutions, décideurs et temporalités. Tous ces éléments sont présents de manière anarchique, comme entassés dans une poubelle. La décision n'est donc pas un processus rationnel, mais un phénomène fluide, qui n'est contrôlé par aucun acteur en particulier.  
Dans cette anarchie organisée, il n’est pas besoin qu’un problème soit posé pour que les acteurs mettent en avant une solution. La plupart des acteurs sont porteurs d’une solution a priori, qu’ils vont essayer de « placer » à l’occasion de l’émergence d’un problème. 
Ce modèle théorique est une critique radicale à la théorie des choix publics.